# طول پلانک
در فیزیک طول پلانک (که با ℓP مشخص می‌گردد) یکایی از طول است که اندازه آن ۱.۶۱۶۲۵۲x ۱۰−۳۵ متر است.این یکا، یکای پایه در سامانه یکاهای پلانک است. این یکا می‌تواند با استفاده از سه ثابت بدون بعد فیزیکی تعریف گردد: سرعت نور در خلا، ثابت پلانک و ثابت گرانش. از نظر تئوری این کوچکترین طول قابل اندازه‌گیری است، تقریباً ۱.۶۱۶۲۵۲x ۱۰−۳۵ متر. در چارچوب قوانین فیزیک طول های کوچکتر از یک طول پلانک را نه می‌توان اندازه‌گیری و نه شناسایی کرد.

## ارزش
اندازه طول پلانک بدین گونه بدست می‌آید:
{\displaystyle \ell _{P}={\sqrt {\frac {\hbar G}{c^{3}}}}\approx 1.616252(81)\times 10^{-35}{\mbox{ meters}}}
که در اینجا:
c سرعت نور در خلا،G ثابت گرانش و {\displaystyle \hbar } ثابت پلانک کاهش یافته است.
عدد محصور درون کمانک هم خطای استاندارد همراه با گزارش ارزش عددی براورد می‌گردد.